# Roodkapje: Een Modern Sprookje
Roodkapje: Een Modern Sprookje is een Nederlandse tv-film uit 2017 van regisseur Will Koopman, in opdracht van RTL 4 en de Nationale Postcode Loterij. De speelfilm werd uitgezonden op 1 januari 2017. De hoofdrollen in de film worden vertolkt door Julia Akkermans en Beau Schneider.

## Verhaal
In het verhaal Roodkapje draait alles om Suus Voorthuizen (Julia Akkermans) die een kappersopleiding volgt, maar het liefst droomt van een carrière in de muziek. Samen met pianist Jasper de Jager (Beau Schneider) vormen ze het muzikaal duo Roodkapje omdat Suus bijna altijd met een rode pet rondloopt. Als ze meedoen aan een talentenjacht in Amsterdam-Noord, en de eerste prijs winnen, blijft dit niet onopgemerkt bij twee toevallig aanwezige scouts van The voice of Holland. Ze worden gevaagd om mee te doen aan met televisieprogramma. Ook wordt het duo dezelfde avond benaderd door een zekere Wolf (Raymond Thiry), die manager is.

## Rolverdeling
- Julia Akkermans als Suus Voorthuizen
- Beau Schneider als Jasper de Jager
- Thomas Acda als Chris
- Bianca Krijgsman als moeder van Suus
- Elsje de Wijn als oma van Suus
- Raymond Thiry als manager Wolf
- Nicolette van Dam als collega van Suus
- Toprak Yalçiner als collega van Suus
- Lies Visschedijk als scout The voice of Holland
- Mark van Eeuwen als scout The voice of Holland
- Martijn Krabbé als zichzelf

## Ontvangst
De televisiefilm werd op zondagavond 1 januari 2017 uitgezonden door RTL 4 en was goed voor 1.233.000 kijkers, hiermee was deze het vijfde best bekeken uitzending van die dag.